# Cent dinou
El nombre 119 (CXIX) és el nombre natural que segueix el nombre 118 i precedeix el nombre 120.
La seva representació binària és 1110111, la representació octal 167 i l'hexadecimal 77.
La seva factorització en nombres primers és 7×17; altres factoritzacions són 1×119 = 7×17.
Es pot representar com a la suma de cinc nombres primers consecutius: 17 + 19 + 23 + 29 + 31 = 119; és un nombre 2-gairebé primer: 7 X 17 = 119.

## En altres dominis
- És el nombre atòmic de l'ununenni